# Korn (Altena)
Korn is een buurtschap in de gemeente Altena in de Nederlandse provincie Noord-Brabant. Het ligt 1,5 km ten noorden van het dorp Dussen.
De buurtschap vormt een lint langs de Kornsedijk, die in 1461 is aangelegd in het kader van de (her)bedijking van het Oudland van Altena (zie Land van Heusden en Altena). Langs de Korn bevinden zich de Kornsche Boezem en de Kornsche Gantel.

## Historie
De aanleg van de dijk is het gevolg van een oorkonde, die in 1461 is opgesteld door Filips de Goede. In dit Principale Handvest werd de opdracht gegeven tot de definitieve herbedijking van het Oudland van Altena (zie Land van Heusden en Altena), om deze voorgoed te beschermen tegen het water van de Biesbosch (die 40 jaar eerder was ontstaan als gevolg van de Sint-Elizabethsvloed).
De aanleg van de dijk moet voor die tijd een gigantisch project geweest zijn, zeker ook gezien het korte tijdsbestek waarbinnen dat gebeurde. De nieuwe dijk betekende een ideale vestigingplaats en was het startsein voor de vorming van nieuwe buurtschappen. Eerst nog binnendijks, maar naarmate het buitenwater verder werd teruggedrongen, ook buitendijks.